# Hokej na koturaljkama na Mediteranskim igrama
Hokej na koturaljkama bio je u programu Mediteranskih igara samo na njihovom drugom izdanju 1955. godine.

## Izdanja
|                 | zlato   | srebro     | bronca    |
| Barcelona 1955. | Italija | Španjolska | Francuska |

### Vječna ljestvica
| Reprezentacija | zlato | srebro | bronca | Ukupno na MI |
| Italija        | 1     | 0      | 0      | 1            |
| Španjolska     | 0     | 1      | 0      | 1            |
| Francuska      | 0     | 0      | 1      | 1            |